# رومان رولان
رومان رولان هو أديب فرنسي ولد يوم 29 يناير 1866 وتوفي يوم 30 ديسمبر 1944 ،من قادة الفكر الحيث المدافعين عن السلام. حصل على جائزة نوبل في الأدب لسنة 1915 «بمثابة تحية إلى المثالية النبيلة من إنتاجه الأدبى وتعاطف ومحبة الحقيقة مع الذي وصفه أنواع مختلفة من البشر». سمي الكويكب رولاندية 1269 (بالإنجليزية: 1269 Rollandia) على إسمه تكريماً.

## مولده
ولد رومان رولان في بلدة كلاميسي في 29 يناير 1866 من أسرة ريفية برجوازية عريقة القدم.

## تعليمه
تعلم أولا في البلدة التي ولد بها، ثم انتقل إلي باريس عام 1886 حيث التحق بمدرسة النورمال العليا، وفي عام 1889 نجح في امتحان الاجريجاسيون في التاريخ والفلسفة وفي عام 1895 حصل على شهادة الدكتوراة في الآداب برسالة قدمها عن اصول المسرح الغنائي الحديث، وعين بعد ذلك أستاذا لتاريخ الفن في مدرسة النورمال العليا، ثم عين استاذا في السوربون حيث أدخل مادة تاريخ الموسيقى وبقى فيها حتى عام 1911.

## أعماله

### قصص مسرحية
ابتدأ رومان رولان حياته الأدبية بكتابة عدد كبير من القصص المسرحية:
- سان لويس 1897
- الذئاب 1898
- انتصار العقل 1899
- دانتون 1900
- 14 يوليو 1902
- انتصار الحرية 1917

### تراجم
كان رومان رولان يهيم بحياة الأبطال الذين يرى فيهم مثلا أعلى لما يجب أن يكون عليه الفرد من الفضائل لذلك كتب:
- حياة بيتهوفن 1903
- حياة ميشيل آنج 1906
- حياة تولستوى 1913
- مهاتما غاندي 1926

### مقالات
- مسرح الشعب 1900:

نادى بأن يكون المسرح متحررا من برجوازيته، هاجم المسرح الكلاسيكي والمسرح الرومانتيكي داعيا بأن يكون الفن المسرحي صدى لتفكير العصر الذي نعيشه.
- مقالات كتبها في جريدة جنيف بداية من أغسطس عام 1914 بدأها بخطاب مفتوح إلى الكاتب الألماني هوبتمان مستنكرا الوحشية الألمانية التي أحرقت بلدة لوفان البلجيكية.
- خطاب إلى متهمي:

والذي قال فيه:إن الوقت الذي يخصصه للرد على خصم ما إنما يعتبر كسرقة من أولئك التعساء، أولئك السجناء، من تلك الأسر التي تسعى ونحن في جنيف أن نمد لها ايدينا

### قصص
- جان كريستوف 1904-1912:
- تقع في عشرة أجزاء، وهي اقرب أن تكون ترجمة لشخصية خيالية، تتجمع فيها فضائل أبطاله السابقين.

## فكره
كان في مقالاته متجرداً من كل خضوع للوطنية العمياء أو التأثر بتيار الحماسة الذي كان يجرف أمته كما كان يجرف كل الأمم المتحاربه.
- لم يتردد في السخرية من رجال الفكر والدين الذين خانوا مبادئهم النبيلة في وقت كان يمكنهم فيه تأدية أكبر جانب من مهمتهم في الحياة.
- يعتبره الكثيرين كاتب عالمي الفكر والعاطفة، لا يكتب لأمة معينة ولا لشعب خاص، بل يكتب للعالم أجمع ناظرا إليه كأسرة إنسانية واحدة لاتمزقها حدود ولا تفرقها لهجات.

## موقفه من الحروب

### الحرب العالمية الأولى

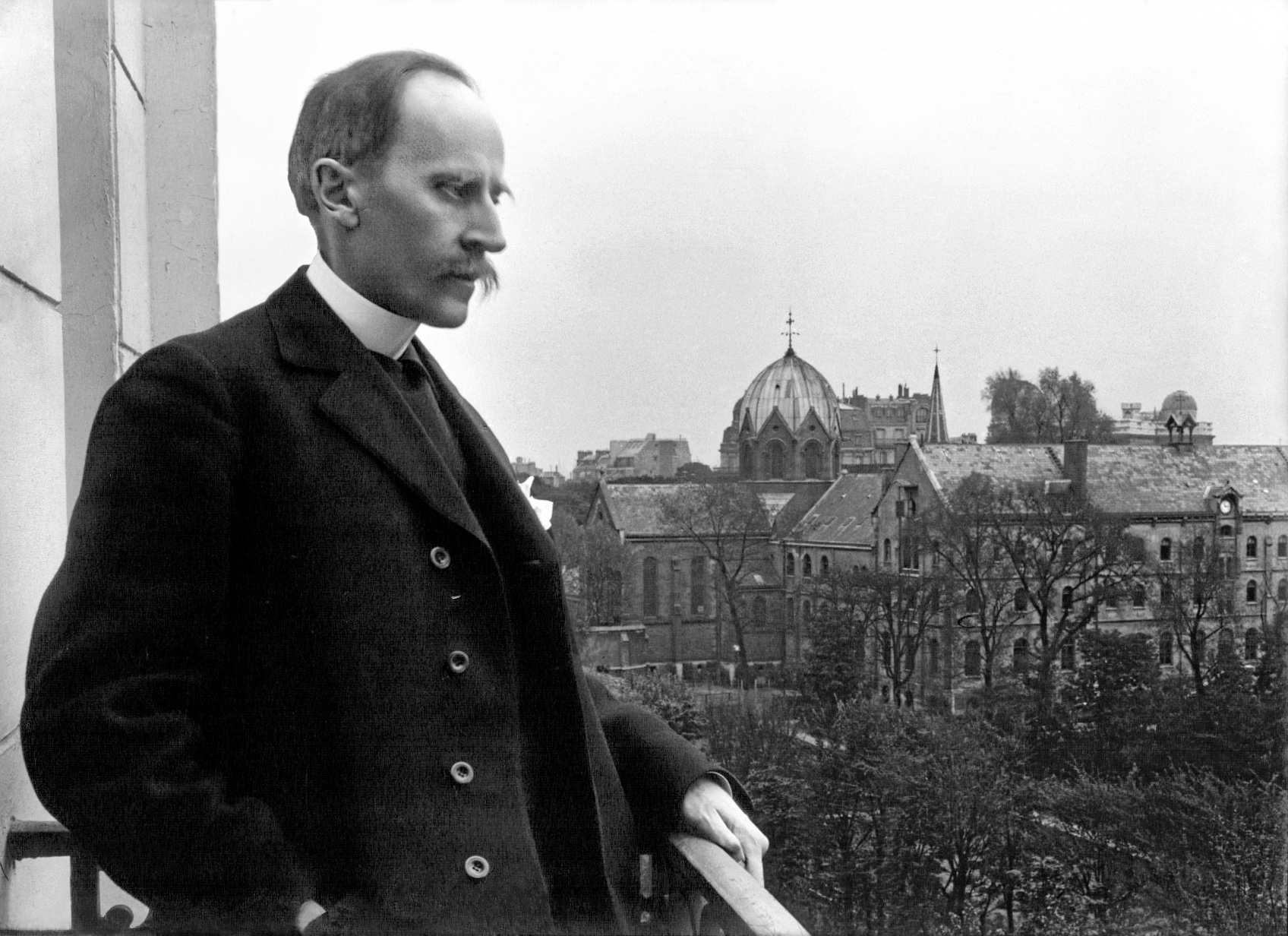
رومان رولاند عام 1914 على شرفة منزله

عندما قامت الحرب كان في جنيف بسويسرا ،كتب عدد من المقالات طالب فيها بحقن الدماء وعودة السلام وإنقاذ أرواح الشباب البرئ الدى يلعب به محترفو السياسة، ولقد آثر ذلك عداء الرجعيين من أبناء وطنه والصحافة المادية التي أثارت عليه الرأى العام.

### الحرب العالمية الثانية
سرعان ما أعلن عداوته لكل نظام أتوقراطي يمتهن كرامة الشعوب، مبينا أن الفكر الألماني-الذي مجده ولا يزال يمجده-هو الفكر الحر الداعي للمساواة بين الأمم.
- ولذلك بمجرد دخول النازيون فرنسا ،قاموا بالقبض عليه، وأرسل إلى معسكرات الاعتقال في ألمانيا ،مما عجل بموته بعد أسابيع من تحرير فرنسا.

## روابط خارجية
- رومان رولان على موقع أرشيف الشارخ.
- رومان رولان على موقع IMDb (الإنجليزية)
- رومان رولان على موقع الموسوعة البريطانية (الإنجليزية)
- رومان رولان على موقع مونزينجر (الألمانية)
- رومان رولان على موقع ميوزك برينز (الإنجليزية)
- رومان رولان على موقع قاعدة بيانات برودواي على الإنترنت (الإنجليزية)
- رومان رولان على موقع إن إن دي بي (الإنجليزية)
- رومان رولان على موقع ديسكوغز (الإنجليزية)
- رومان رولان على موقع قاعدة بيانات الفيلم (الإنجليزية)
- رومان رولان على الموقع الرسمي الأكاديمية الروسية للعلوم

الخالدون من اعلام الفكر-أحمد الشنواني-الجزء الغربي-دار الكتاب العربي